# Películas (álbum)
Películas es el segundo y último álbum de estudio de la banda argentina de rock progresivo La Máquina de Hacer Pájaros, lanzado en 1977 a través del sello Talent Microfón. Este álbum exhibe una mayor variedad en las ideas musicales, así como un trabajo más ampuloso en los arreglos de los temas en comparación con el disco anterior de la banda, La Máquina de Hacer Pájaros, editado en el año 1976. El arte gráfico estuvo a cargo del famoso diseñador Juan Oreste Gatti. En el año 2007, la revista Rolling Stone de Argentina ubicó el álbum en el puesto 71.º de su lista de «Los 100 mejores álbumes del rock argentino».

## Grabación
Grabado en los estudios Ion en el año 1977, con la siguiente formación: Charly García: piano, sintetizador, guitarra eléctrica, órgano, clavinet, voz; Oscar Moro: batería y accesorios, Gustavo Bazterrica: guitarras eléctrica, clásica, acústica, voces; José Luis Fernández: bajos, guitarra acústica, voces; Carlos Cutaia: piano, órgano, ensamble de cuerdas, sintetizador, voces. Este fue un álbum marcado en lo musical, por la búsqueda, las mixturas, como en "Hipercandombe" o la exótica "Qué se puede hacer salvo ver películas", las líneas melódicas finamente arregladas, en "Marilyn, La Cenicienta y Las Mujeres", " No te Dejes Desanimar", o " Ruta Perdedora", las partes instrumentales, abundantes en estructuras y giros, como "Obertura 777" o "En las Calles de Costa Rica", dando como resultado un trabajo muy elaborado y compacto.

## Conceptualismo
A diferencia del primer álbum, en donde había una gran variedad de composiciones, tal vez demasiado diseminadas, este álbum contiene una serie de canciones ligadas por un concepto, hecho que remonta las influencias de bandas de rock sinfónico como Yes (en donde el conceptualismo, lleva a la conversión de temas en verdaderos movimientos bastantes similares a piezas extensas de música clásica). Si bien la banda sigue denotando su sonido de rock progresivo-sinfónico, la variedad rítmica e instrumental a lo largo de la obra conceptual advierten un avance en cuanto a los arreglos y la composición de la banda.
Hay temas espaciales como "Qué se puede hacer salvo ver películas" (con un sonido que podría asemejarse a canciones contemporáneas francesas plagado de congas) junto con "Hipercandombe" (un candombe de un sonido altamente eléctrico) y "No te dejes desanimar" (una composición de raíces pop, con una letra sumamente positiva y que cuenta con arreglos de cuerdas a cargo de Carlos Cutaia). El disco presenta un avance en cuanto a lo conceptual pues los temas responden al concepto del cine, de allí el título "Películas". Además cabe aclarar que muchas de sus letras son metáforas de los horrores que se empezaban a vivir (ya el título podría verse como la única posibilidad que tenía un joven en Argentina en esos tiempos); ocurridos en la última dictadura cívico-militar argentina desde el año 1976 hasta 1983.

## Presentación
La presentación oficial fue en el Teatro Coliseo, con una muy buena recepción, pero el verdadero show fue un tiempo después en el Luna Park (lugar para unas diez mil personas de capacidad), en julio de 1977, con el auditorio repleto, donde brindaron un mítico show, vestidos de blanco y rodeados de candelabros.

## Lista de canciones
| Cara A |                                                                                        |                                                             |          |  |
| N.º    | Título                                                                                 | Escritor(es)                                                | Duración |  |
| 1.     | «Obertura 7.7.7.» (Un gran comienzo para una gran película)                            | Música: Charly García / José Luis Fernández / Oscar Moro    | 04:58    |  |
| 2.     | «Marilyn, La Cenicienta Y Las Mujeres» (Un drama femenino)                             | Música y letra: Charly García                               | 04:26    |  |
| 3.     | «No Te Dejes Desanimar» (¡Vamos, todavía!)                                             | Letra: Charly García. Música: Charly García / Carlos Cutaia | 04:10    |  |
| 4.     | «¿Qué Se Puede Hacer Salvo Ver Películas?» (Cinco Oscar's de la Academia y del Ciclón) | Letra: Charly García. Música: Carlos Cutaia                 | 06:16    |  |
| 19:41  |                                                                                        |                                                             |          |  |

| Cara B |                                                                                  |                                                   |          |  |
| N.º    | Título                                                                           | Escritor(es)                                      | Duración |  |
| 5.     | «Hipercandombe» (El grito milenario del Río de la Plata)                         | Música y letra: Charly García                     | 04:32    |  |
| 6.     | «El Vendedor De Las Chicas De Plástico» (No hay nada mejor que una nena de goma) | Letra: Charly García. Música: Gustavo Bazterrica  | 04:45    |  |
| 7.     | «Ruta Perdedora» (Un drama urbano)                                               | Letra: Charly García. Música: José Luis Fernández | 05:40    |  |
| 8.     | «En Las Calles De Costa Rica» (¡Ae, ae, qué sabroso!)                            | Música: Gustavo Bazterrica                        | 03:58    |  |
| 19:10  |                                                                                  |                                                   |          |  |

Existe una canción inédita titulada "Caras y Estatuas" escrita y compuesta por José Luis Fernández. Quedó afuera de este álbum, pero fue interpretada en vivo en el Palacio de los Deportes de la ciudad de Tucumán en el año 1977. Según una entrevista que dio Fernández en 2024 es una critica a la gente "careta".

## Músicos
La Máquina de Hacer Pájaros
- Charly García: Piano, Órgano Hammond, Órgano Wha-Wha, sintetizador, ensamble, clave, voz, coro y guitarra eléctrica en "No Te Dejes Desanimar"
- Carlos Cutaia: Órgano Hammond, ensamble, piano, sintetizador, dirección de cuerdas, clave y coro en "Hipercandombe"
- Gustavo Bazterrica: Guitarra eléctrica, guitarra clásica, voz y coro.
- José Luis Fernández: Bajo, Fuzz Bass, contrabajo acústico, guitarra acústica, voz y coro.
- Oscar Moro: Batería y accesorios.

Invitados
- Oscar López: Motocicleta Honda 500 en "Ruta Perdedora"
- Roberto "Negro" Valencia: Congas en "¿Qué Se Puede Hacer Salvo Ver Películas?"
- Voces de fondo de la película "Casa de Muñecas" en "¿Qué Se Puede Hacer Salvo Ver Películas?"
- Los Desamparados Del Once: coro de niños en "Marilyn, La Cenicienta Y Las Mujeres"

Créditos extraidos de la versión original

## Ficha técnica
- Alejandro Torres: Técnico
- Osvaldo Acedo: Técnico
- Juan Oreste Gatti: Diseño gráfico
- Juan Carlos y Peter: Equipos
- Jorge Álvarez: Supervisión general